# آماندا رانتانن
آماندا رانتانن (انگلیسی: Amanda Rantanen؛ زادهٔ ۱۱ مهٔ ۱۹۹۸) بازیکن فوتبال اهل فنلاند است.
وی همچنین در تیم ملی فوتبال زنان فنلاند بازی کرده‌است.